# 觀塘職業訓練中心

觀塘職業訓練中心（英文：Hong Kong Christian Service Kwun Tong Vocational Training Centre，縮寫：KTVTC，簡稱：觀塘職訓），是一所曾經位於香港九龍觀塘翠屏道五號的學校。觀塘職訓由香港基督教服務處管理，於1965年由世界信義宗創辦，2013年7月正式停辦。

## 課程
觀塘職業訓練中心殺校前開辦各項文憑課程，並開設六個學系：（一）設計及攝影系；（二）商業系；（三）會計系；（四）酒店服務系；（五）旅遊服務系；（六）金融及財務系。當中以設計及攝影系的攝影及插畫課程較具名聲，香港不少攝影記者和插畫師皆畢業於此。

## 歷史
- 2011年7月31日，學校局勢不穩，遣散教師事件兩年後殺校。報指，由於管理及教育質素過時，有傳校方涉欠薪，以至師生人心惶惶，有教師在事件見報前已「跳槽」，學生成績或有影響。最終，校方炒掉42名教學人員，亦為該校帶來歷史性的醜聞。[4]

- 2018年8月3日，香港媒體刊登一位朱姓男教師的訪問。由於該校曾長期收生要求低，及有「工業學校」的形象深入民心，於是「朱Sir」在殺校多年也對媒體解釋學校方針：「沒有一個是失敗者」。[5]

- 2019年5月1日，由於觀塘舊區重建，該校的後座部份將被拆除作為市區重建規劃興建觀塘公務員學院之用,而前座部份保留作將來機構使用。[6]